# 聖克盧城堡

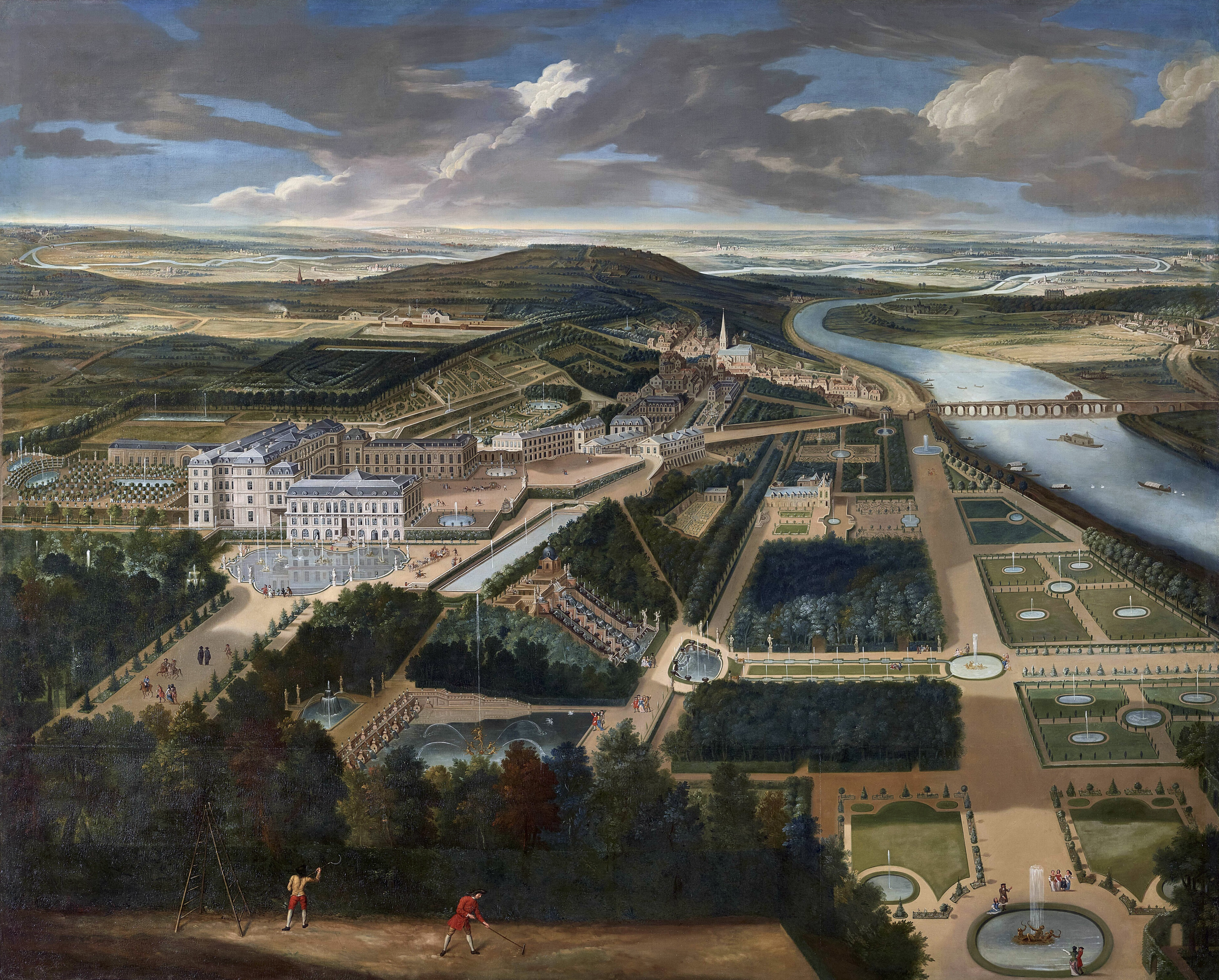

48°50′15″N 2°12′53″E / 48.83750°N 2.21472°E
聖克盧城堡（法語：Château de Saint-Cloud，法語發音：[ʃato də sɛ̃ klu]）是法國首都巴黎西部上塞纳省圣克卢的一座城堡，毗鄰塞纳河。這座城堡在1870年普法戰爭中被毀，至近年來始有重建該城堡的計劃。

## 外部連結
- Official site of the Domaine National de Saint-Cloud （页面存档备份，存于）
- History of Saint-Cloud （页面存档备份，存于） （法語）
- Reconstruisons Saint-Cloud ! （页面存档备份，存于） （法語）
- Reconstruct Saint-Cloud ! （页面存档备份，存于） （英語）